# Södertelge Verkstäder

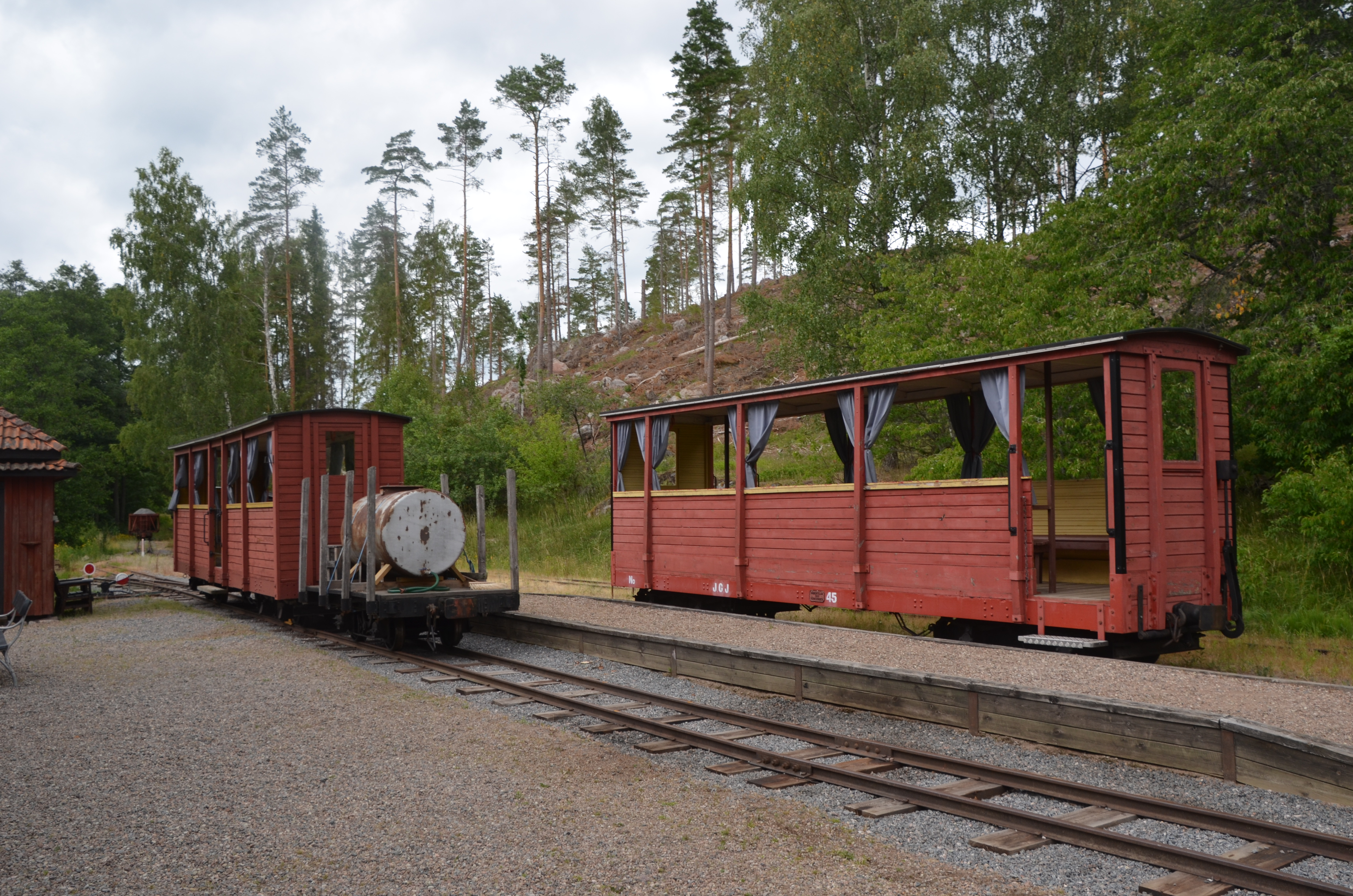
Tidigare godsvagnarna JGJ 45 och JGJ 49 från Jönköping-Gripenbergs Järnväg, byggda på Södertelge Verkstäder 1907 och ombyggda till sommarpassagerarvagnar för Risten-Lakviks Järnväg, på Lakviks station

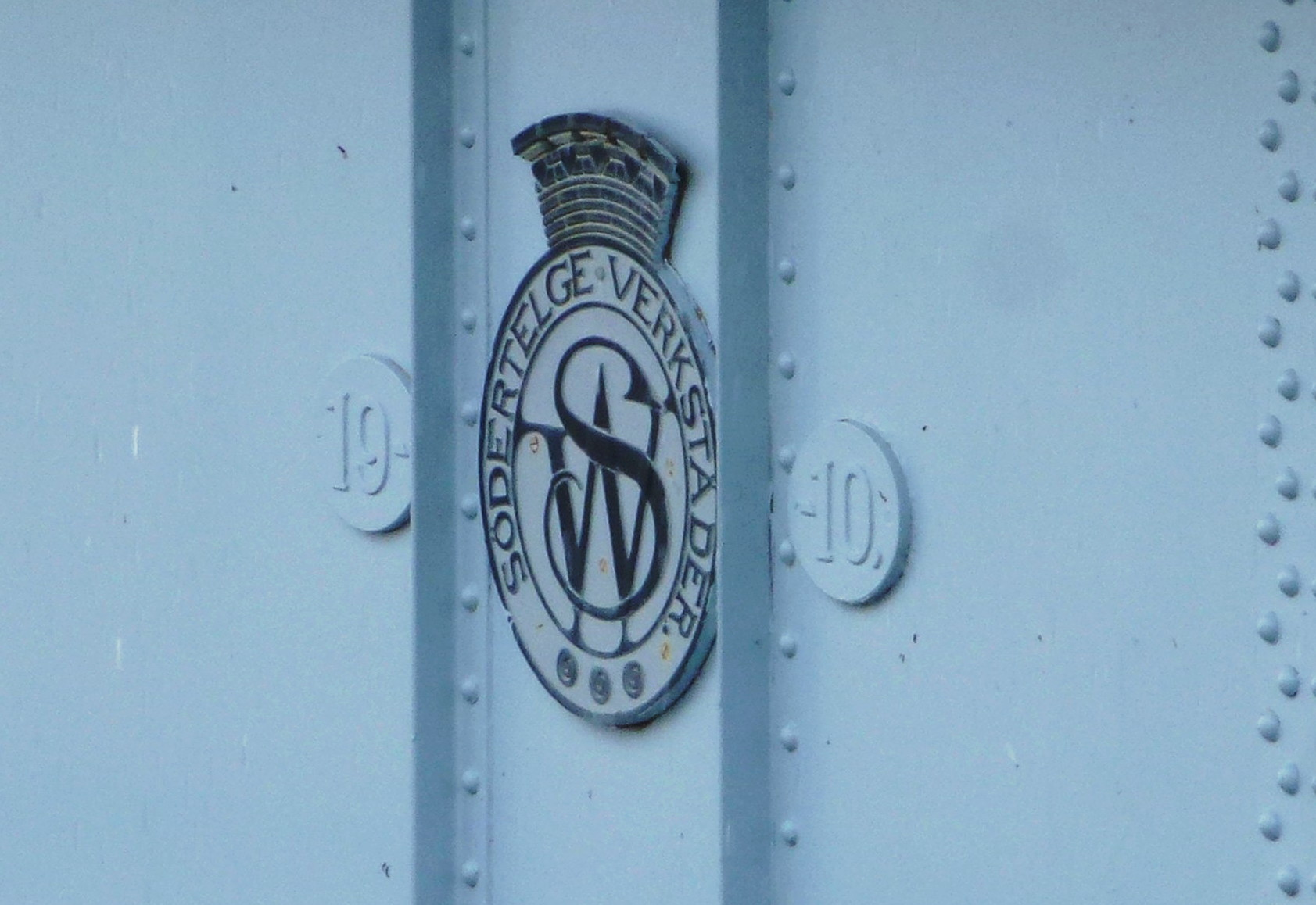
Södertälje Verkstäders emblem på Stäketbron, "SW 1910".

AB Södertelge Verkstäder (även Södertelge Werkstäder förkortat S.W.) var ett industriföretag som grundades 1897 i Södertälje av ingenjör Philip Wersén.

## Historik
AB Södertelge Verkstäder startades året efter att Wersén hade avgått som verkställande direktör för Vabis på grund av meningsskiljaktigheter, och blev en direkt konkurrent till detta företag. Tillverkningen bestod huvudsakligen av järnvägsvagnar, järnvägssignalapparater samt gjutgods av såväl stål som järn. På Södertelge Verkstäder byggdes även 1910 en svängbro för fordonstrafik över Södertälje kanal. Bron kom efter 1926 till användning över Stäksundet och finns fortfarande kvar.
Företaget sysselsatte omkring 450 man då det 1917 uppgick i AB Svenska Maskinverken, vilket bildats på initiativ av ingenjörerna Frank Hirsch och Johan Ekelöf och ursprungligen även bestod av två andra större svenska maskinverkstäder, AB Frank Hirschs maskiner i Stockholm och Söderhamns Nya verkstads AB i Söderhamn.

## Bil
- Norden
  - Norden byggdes mellan 1902 och 1906 av AB Södertelge Verkstäder. Det var en licensierad kopia av "Silent Northern" 6-HP tillverkad av Northern Manufacturing Company.

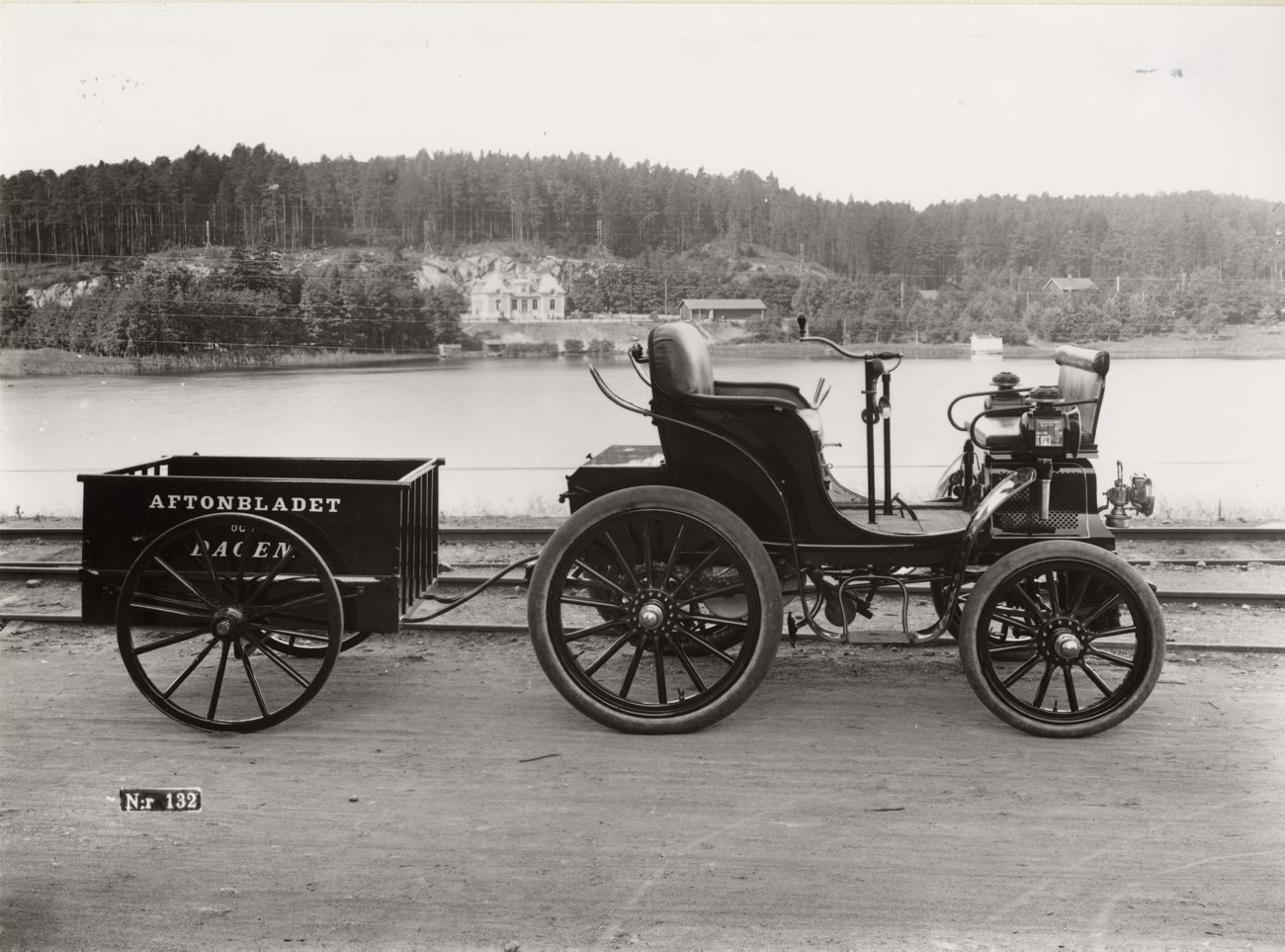
AB Södertelge Verkstäder Norden (1902 - 1906)

## Lastbil

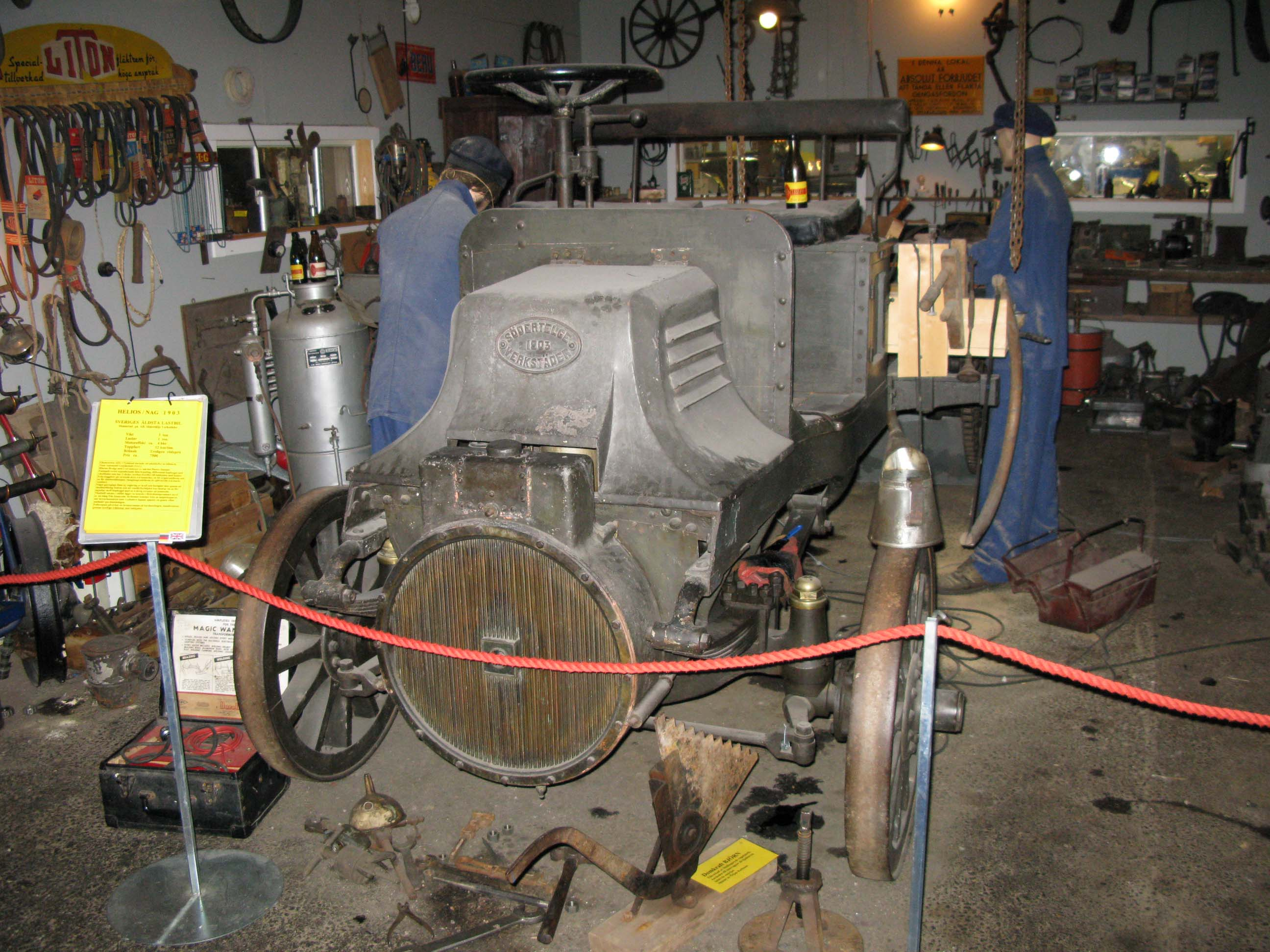
Södertelge Verkstäders Helios 1903

- Södertelge Verkstäder NAG (Helios) [2]

## Aviatikavdelningen

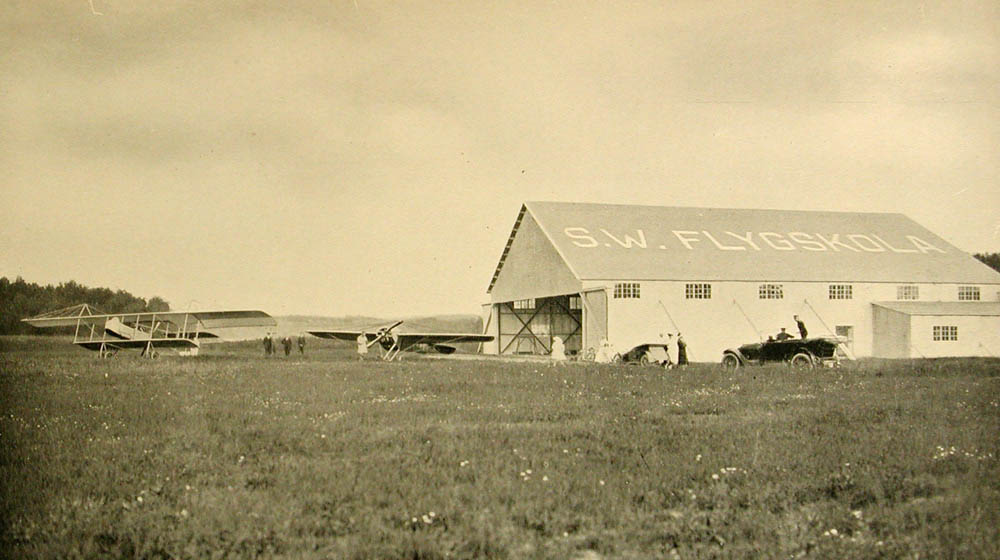
Södertelge Verkstäders flygskola 1914.

Flygplansavdelningen bildades 1913 när flygpionjären Carl Cederström knöts till företaget. Man började med att importera och sälja franskbyggda Farman-flygplan och Gnome-Rhône rotationsmotorer. I slutet av 1913 reste Cederström och Wersén till Paris för att besöka den stora Aéro-salongen och förhandla om ett licensavtal för att starta en produktion av Farman HF 22 och HF 23. Bland de första kunderna märktes Anders Zorn som köpte två södertäljebyggda Farmanplan för att skänka ett var till arméflyget respektive marinflyget.
År 1914 inledde man tillverkning av Albatros, efter att ha kopierat konstruktionen av ett tyskt flygplan som nödlandade i Stockholm, den första kopian blev leveransklar 1915. Cederström lämnade ledningen av företaget 1916 för att starta eget, han ersattes av von Porat som kom att stanna tills aviatikavdelningen upphörde. Samtidigt övertog man Svenska Aeroplankonsortiet. Med hjälp av en svensk-tysk ingenjör konstruerade man två egna modeller, jaktplanet S.W. 15 med 120 hkr Mercedesmotor och spaningsplanet S.W. 16 med 150 hkr Benzmotor. I slutet av 1917 sålde Wersén huvuddelen av fabrikens kvarvarande flygplan tre stycken S.W. Albatroser samt en del flygmotorer till Enoch Thulins företag Svenska Aeroplankonsortiet.

## Flygplan producerade vid Södertelge Verkstäders aviatikavdelning
- SW 10 Farman HF 22
- SW 11
- SW 12 Albatros (Sk 1/Ö2) - 110hk Mercedesmotor[3]
- SW 15 (lotterijagaren) - 6 stycken
- SW 16 - 1 stycken
- SW 20 Albatros (Sk 1/Ö2) - 100hk Scania-Vabismotor[3]